# Francisco de Almeida
Dom Francisco de Almeida (asi 1450 Lisabon – 1. března 1510, Table Bay) byl portugalský cestovatel, voják a politik, první místokrál Portugalské Indie (1505-1509).

## Život
V mládí se živil jako voják, zúčastnil se mj. bitvy u Toro (1476) či bojů s Maury při dobývání Granady (1492). Roku 1505 byl portugalským králem Manuelem I. jmenován místokrálem Portugalské Indie. Poté se vydal na výpravu do Afriky a Indie (jíž se zúčastnil i mladý Fernão de Magalhães). Nejprve výprava dobyla Kilwu na severu Mosambiku, poté Mombasu a Zanzibar. V Indii začal stavět pevnosti Anjediva, Cannanore (kde si vybudoval sídlo) a Kochi. Jeho syn Lourenço de Almeida byl poslán na Cejlon. V březnu 1508 zaútočili na Cejlon arabští obchodníci z Egypta. V bitvě, v níž padl Lourenço, byli Portugalci poraženi. Portugalský král vyslal ihned posily vedené Afonso de Albuquerquem, který měl po Franciscovi převzít post místokrále. Francisco se však odmítl trůnu vzdát a Afonsa uvěznil. Chtěl vést Portugalce do bitvy s Araby a Turky sám, aby pomstil svého syna. Porazil nepřátele v klíčové bitvě u Díu 3. února 1509. Pak teprve propustil Afonse a odevzdal mu post místokrále. Roku 1510 se vydal domů do Portugalska. Aby doplnil zásoby, učinil mezipřistání na jihu Afriky, poblíž mysu Dobré naděje. On i jeho muži však byli domorodci, kterým se nelíbila konfiskace dobytka, zabiti. Jeho hrob se nachází nedaleko Kapského Města.